# Округ Макинтош (Оклахома)
Округ Макинтош (енгл. McIntosh County) је округ у америчкој савезној држави Оклахома.

## Демографија
По попису из 2010. године број становника је 20.252, што је 796 (4,1%) становника више него 2000. године.
| Група             | 2000.          | 2010.          |
| Белци             | 14.013 (72,0%) | 14.053 (69,4%) |
| Афроамериканци    | 790 (4,1%)     | 647 (3,2%)     |
| Азијати           | 27 (0,1%)      | 68 (0,3%)      |
| Хиспаноамериканци | 248 (1,3%)     | 390 (1,9%)     |
| Укупно            | 19.456         | 20.252         |